# Wieringermeer
Wieringermeer  è un polder e il suo territorio è stato una municipalità dei Paesi Bassi situata nella provincia dell'Olanda Settentrionale. Il comune autonomo dal 1º gennaio 2012 è stato accorpato a quello di Hollands Kroon.